# Eurytos (gigant)
Eurytos (gr. Εὔρυτος Eurytos, łac. Eurytus) – w mitologii greckiej jeden z gigantów.
Uchodził za syna Uranosa i Gai. Uczestniczył w gigantomachii. Został zabity uderzeniem tyrsu przez Dionizosa.